# Турья (приток Ужа)
Турья (в верховье Шипот) — река на Украине, в рамках Ужгородского района Закарпатской области. Левый приток реки Уж (бассейн Дуная).

## Описание
Длина 46 км, площадь водосборного бассейна 467 км². Уклон реки 22 м/км. Долина в верховьях ущелиноподобная (шириной 5-20 м), ниже (около села Раково) ящикоподобна (шириной до 1 км), далее становится V-образная, шириной 0,2-0,5 км. Пойма часто односторонняя, шириной 50-200 м (местами до 500 м). Русло слабоизвилистое порожистое, на отдельных участках разветвленное, шириной от 2 до 35 м (основная — 10-15 м). Есть острова. Используется на водоснабжение.
Берёт начало из источников на северо-восток от горного массива Полонина Ровная (часть Полонинского хребта). Течет сначала на юг и юго-запад. Между сёлами Турья Поляна и Порошково поворачивает на запад и (частично) северо-запад. Впадает в реку Уж восточнее города Перечина.
Притоки: Звур, Турица, Симерки (правые); Свалявский, Клокотлива (левые).